# Somers (Nueva York)
Somers es un pueblo ubicado en el condado de Westchester en el estado estadounidense de Nueva York. En el año 2000 tenía una población de 18,346 habitantes y una densidad poblacional de 235.8 personas por km².

## Geografía
Somers se encuentra ubicado en las coordenadas 40°19′41″N 73°41′08″O / 40.32806, -73.68556. Según la Oficina del Censo, la ciudad tiene un área total de 83,6 km² (32,3 mi²), de la cual 77,8 km² (30,0 mi²) es tierra y 5,7 km² (2,2 mi²) (6.88%) es agua.

## Demografía
Según la Oficina del Censo en 2000 los ingresos medios por hogar en la localidad eran de $101,421, y los ingresos medios por familia eran $114,499. Los hombres tenían unos ingresos medios de $78,678 frente a los $45,367 para las mujeres. La renta per cápita para la localidad era de $40,414. Alrededor del 1.2% de la población estaban por debajo del umbral de pobreza.